# Стацинский, Виталий Казимирович
Виталий Казимирович Стацинский — советский художник-график, один из основателей и главный художник детского журнала «Веселые картинки» в 1956—1967 годах. Родился 6 октября 1928 года в Кзыл-Орде, в Казахской АССР, нынешнем Казахстане. Умер 1 ноября 2010 года в городе Провен, Франция.

## Биография
Отец был наркомом здравоохранения Казахской ССР , мать — глазным врачом. Позднее семья переехала в Москву, в дом на Спиридоньевской улице. В 1937 году отец В. Стацинского был начальником центрального врачебно-санитарного управления Наркомата (министерства) путей сообщения, заместителем Кагановича, — он был арестован за «шпионаж» и в 1938 — расстрелян. В 1939 году семью переселили в город Пушкино, в барак, однокомнатную квартиру площадью 16 метров. В 1941 году, в возрасте 13 лет был участником самодеятельной группы подростков, которые добывали оружие и готовились к обороне Москвы от немцев. Был арестован и просидел в Бутырской тюрьме три месяца. Там по просьбе уголовников рисовал наколки. Это были его первые художественные опыты. Затем был суд и В.Стацинский получил два года условно.
После войны поступил в Московский полиграфический институт и закончил его в 1953 году. В 1956 году он начал работать в новом журнале «Веселые картинки», стал там главным художником, и всего проработал там более десяти лет. Затем перешёл в детский музыкальный журнал «Колобок». В 1970-х годах попал в число неблагонадежных, издательства почти перестали ему давать работу. В 1978 году эмигрировал во Францию. Долгое время жил в Париже. Жена — Татьяна Зверева, художник, дизайнер, технический и художественный редактор, живёт в Париже с 1992 года.
В марте 1997 года в Москве, в выставочном зале Российской государственной детской библиотеки состоялась выставка художника — это была его первая персональная выставка.
В 2005 году — председатель жюри конкурса детского рисунка «Весёлые картинки».

## Книги в оформлении В. Стацинского
1. Хитопадеша, или Полезные наставления / [Пер. с хинди и обраб. Вл. Быкова и Р. Червяковой]; Рис. Мурли Р. Ачарекара; Оформл. В. Стацинского. — М.: Детгиз, 1958. — 159 с.
2. Сказки Бирмы / В пересказе для детей Р. Кушнирова; Рис. В. Стацинского. — М.: ГИДЛ, 1958. — 48 с.
3. Черепанова Надежда. Игнат-аристократ. — М.: Правда, 1960. — Оригинальная обложка. — 64 с. — Тир. 150000 экз.
4. Родари Джанни. Почему? Отчего? Зачем? / Рис. Г. Северденко, В. Стацинского. — Л.: Лениздат, 1961, 84 с.
5. Кривин Ф. В стране вещей / Худ. В.Стацинский. — М.: Советский писатель, 1961. — 212 с.
6. Колпакова Н. Охотники за песнями / Рис. В. Стацинского. — М.: Детгиз, 1962. — (Библиотечка пионера «Знай и умей»).
7. Чёрный конь скачет в огонь: Русские загадки / Сост. В. Аникин; Илл. В. Стацинский. — М.: Детгиз, 1962. — 96 с.
8. Ойоно Ф. Старый негр и медаль / Илл. В. Стацинского. — М.: Художественная литература, 1962, — 192 с.
9. Баженов А. Карикатуры / Ред. И. Семенов.; Оформитель В. Стацинский. — М.: Крокодил, 1962. — 48 с. — Обл.
10. Благов Юрий. Между нами говоря: Сатирические стихи / Худ. В.К. Стацинский. — М.: Советский писатель, 1962. — 112 с. — Обл.
11. Забавная азбука. Комплект из 15 цв. откр. / Худ. В. Стацинский. Поэт Г. Сапгир. — М.: Советский художник, 1963.
12. Сапгир Г.В. Звездная карусель / С предисл. автора; Рис. В. Стацинского. — М.: Детская литература, 1964. — 64 с. — Обл. — Тир. 100 000 экз. [Содержит два цикла детских стихотворений: «Звездная карусель» и «Улица космическая»].
13. Самиг Абдукаххар. Ученый гусь и многие другие: [Басни, юмористич. рассказы, фельетоны] : [Перевод]; Рис. В. Стацинского. - М. : Правда, 1964. - 63 с. : ил.; 16 см. - (Б-ка "Крокодила" № 35 412).- Тир. 250 000 экз.[2]
14. Без слов / Рис. В. Стацинского. — М.: Весёлые картинки, 1964.
15. Благов Юрий. Солнечный удар: Стихи / Худ. Стацинский В. — М.: Советская Россия, 1966. — 173 с.
16. Токмакова Ирина. Котята / Худ. В. Стацинский. М: Малыш, 1966. — 16 с. — Тир. 100 000 экз.
17. Русская басня / Вступит. ст., сост., подг. текста и примеч. Н. Степанова; Рис. В. Стацинского. — М.: Художественная литература, 1966. — 600 с.
18. Караван мудрости. Народные изречения и пословицы Средней Азии / В пер. Н. Гребнева; Рис. В. Стацинского. — М.: Детская литература, 1966. — Пер. — 80 с.
19. Козловский Я.А. У буквы-невелички волшебные привычки / Рис. В. Стацинского. — М.: Детская литература, 1966. — 32 с. — Обл. — Тир. 100 000 экз.
20. Евтушенко Е.А. Братская ГЭС / Худ. В.К. Стацинский. — М.: Советский писатель, 1967. — 240 с.
21. Олдингтон Р. Семеро против Ривза: Комедия — фарс / Пер. с англ. Т. Кудрявцевой и Т. Озерской; Худ. В. Стацинский. — М: Художественная литература, 1968. — 286 с. — (Зарубежный роман XX века).
22. Караван мудрости. Народные изречения и пословицы Средней Азии / В пер. Н. Гребнева; Рис. В. Стацинского. — М.: Детская литература, 1968. — 48 с. — Обл. — Тир. 50 000 экз.
23. Сапгир Г.В. ДОРЕМИ / Рис. В. Стацинского. — М.: Детская литература, 1968. — 16 с. — Пер. — Тир. 300 000 экз.
24. Слово безвестных мудрецов: Киргизские пословицы / Пер. Н. Гребнева; Рис. В. Стацинского. — Фрунзе: Кыргызстан, 1968.
25. Туманян Ованес. Пес и кот / Пер. С. Маршака, Н. Гребнева; Рис. В. Стацинского. — Ереван: Айастан, 1969.
26. Аты-баты. Русские народные считалки / Нарисовал В. Стацинский. — М.: Малыш, 1969. — 16 с. — Тир. 200 000 экз.
27. Коваль Ю.И. Слоны на луне / Рис. и коллажи Г. Алимова и В. Стацинского. — М.: Малыш, 1969. — 16 с. — Тир. 200 000 экз.
28. Кумма А., Рунге С. Ленивый вареник. — М.: Советская Россия, 1970. — 80 с.
29. Что сказали мне друзья: Стихи и народные детские песенки (Кавказские, узбекские, таджикские) / В пер. Н. Гребнева; Рис. В. Стацинского.  — М.: Детская литература, 1973.
30. Левинова, Л.А., Сапгир Г.В. Приключения Кубарика и Томатика, или Веселая математика. — М.: Педагогика, 1975. — [Ч. 1]. — 160 с. [Переизд.: Левинова Л.А., Сапгир Г.В. Кубарик и Томатик, или веселая математика / Картинки нарисовал В. Стацинский. — М.: Полина; Мартин, 1995. — 160 с. — Пер. — Тир. 15 000 экз.]
31. Левинова, Л.А., Сапгир К.А. Приключения Кубарика и Томатика или веселая математика. — М.: Педагогика, 1977. — Ч. II: Как искали лошарика. — 128 с.
32. Колобок: Русская народная сказка / Илл. В. Стацинского. — Moulins: Editions Ipomee, 1984. — 24 с.
33. Прибаутки. Русская народная сказка / 16 илл. В. Стацинского. — Moulins: Editions Ipomee, 1987. — 24 с.
34. Холин Игорь. Жители барака / Цикл «Окно в окне» в 3-х частях. Часть первая / Рис/ В.К. Стацинского$ Послесл/ Г. Маневича. — Париж: КОЛОБОК, 1989.
35. Холин И. Стихотворения с посвящениями / Цикл «Окно в окне» в 3-х частях. Часть вторая. Рисунки В. К. Стацинского. Послесловие Г. Маневича. Париж: КОЛОБОК, 1989, 48 с., 50 нумер. экз., на бумаге «верже». Книга отпечатана специально к вечеру московского поэта Игоря Холина, который состоялся 19 августа 1989 года в мастерской художника Виталия Стацинского в Париже. Экз.№ 31 с автографами автора и художника.
36. Холин Игорь. Поэмы. Окно в окне. Песня без слов /Цикл «Окно в окне» в 3-х частях. Часть третья. Рисунки В. К. Стацинского. Послесловие Г.Маневича. Париж: КОЛОБОК, 1989, … с., … нумер. экз., на бумаге, издательство «РУССКІЙ БОЛТУНЪ»?
37. Ерофеев В. В. Моя маленькая Лениниана (Избранные шедевры). Рисунки В.Стацинского. Париж: РУССКІЙ БОЛТУНЪ, 1990, 28 с., [60 экз.].
38. Олейников Н. М. Классификация жен / Рис. В.К. Стацинского. — Париж: КОЛОБОК, 1990.
39. Беннигсен Павлик. Песни / Рис. В. Стацинского. — Париж: РУССКІЙ БОЛТУНЪ, 1990. — Тир. 60 экз.
40. Замятин Евгений. Большим детям сказки. — Репринтное издание [Берлин; Пб.; М.: Изд-во З.И. Гржебина, 1922]. — Париж: РУССКІЙ БОЛТУНЪ, 1990.
41. Бахчанян Вагрич. Пикассосо. [Париж: РУССКІЙ БОЛТУНЪ, 1990. Рис. В. Стацинского].
42. Le renard, le lievre et le coq. Conte populaire Russe. Traduit par Francoise Hours/ Лисица и заяц. Русскакя народная сказка, перевод на франц. яз. …, Илл. Виталия Стацинского. France: Ipomee-Albin Michel, 1990. — 30 с.
43. M.Kisseliova. Pin Pin Le pingouin. / Кисилева М. Пингвин. Перевод на франц. яз. Guy Garnaud, илл. Виталия Стацинского. France: Ipomee-Albin Michel, 1991. — 24 с.
44. Serge Kozlov. Petit ane / Сергей Козлов. Маленький ослик. Сказка. Илл. В.Стацинский. Перевод на франц. яз. Павлик Беннигсен. Памяти Геннадия Циферова. Paris: Ipomee-Albin Michel, 1995, 31с.
45. Русские заветные сказки А. Н. Афанасьева. Составление, предисловие, перевод и примечания Владимира Васильева. Илл. и худ. оформл. Виталия Стацинского; макет Т.Зверевой. Москва: МИРТ, Париж: Русь, 1992. Твердый переплет, 464 стр., ISBN 5-85029-001-X. Тираж: 30000 экз.
46. Генрих Сапгир. Мыло из дебила. Современный лубок. Рисунки В. К. Стацинского. [Париж], «РУСЬ», 1992, 16 с., [60 экз.].
47. Домбровский Юрий. Моя нестерпимая быль. Стихи. Выпуск первый. Состав настоящего сборника представлен К. Ф. Турумовой-Домбровской. Рисунки В. К. Стацинского. [Париж], «РУСЬ», 1992. — 16 с . — [Тир. 160 экз.].
48. Кочейшвили Борис. Московскую любовь пошлю в Париж прогуливаться / Макет В. Стацинского. — Париж: РУССКІЙ БОЛТУНЪ, 1997. 16 с.
49. Мейланд Вильям. Стихи. Оформление В.Стацинского. Париж; Москва: Русь, 1999. — 24 с.
50. Розанов В. В. Опавшие листья. Париж, 1999. Рисунки В.Стацинского.
51. А. С. Пушкин. «ГАВРИИЛИАДА». Поэма. Библиофильское издание, 42×63 мм. Составление, предисловие — Ярослав Костюк, макет — Татьяна Зверева, перевод на английский — M.Eastman. Рисунки Виталия Стацинского. М.; Париж: РУСЬ, 1999. — 110 с., 19 илл. Тир. 100 нумерованных экз., в т.ч. 20 именных.
52. Ivan Bounine. Vitaly Statzynsky. Qui peut savoir ce qu`est L`amour? / Иван Бунин. Кто же знает, что такое любовь? /Новелла «Чистый понедельник» из сборника «Тёмные аллеи». Графика, дизайн и коллажи Виталия Стацинского. Макет-Татьяна Зверева. — [Париж]: Editions Alternatives. 2001, 80 с.
53. Джордж Оруэлл. «Зверская Ферма: Сказка». — М: Центр «Панорама», 2002. Перевод: Владимир Прибыловский (новая редакция).
54. Vladimir Dal. Vitaly Statzynsky. Proverbes du Peuple Russe. [Париж]: Editions Alternatives. 2003 / Владимир Даль. Пословицы русского народа. Иллюстрации Виталия Стацинского. −96 с. Тираж 15 000.
55. Антология французской эпиграммы = Anthology de l’epigramme francaise / Составление, предисловие, перевод и примечания Владимира Васильева. Рис. В. Стацинского. — М.: Радуга, 2006. — 400 с. — Пер. ISBN 5-05-006222-5 Языки: русский, французский. — Тир. 1500 экз. Формат: 60x70/16 (~145x165 мм).
56. Журавль и цапля. Русская народная сказка / Рис. В. Стацинского. — М.: Московские учебники и Картолитография, 2007. — 24 с. — Тир. 20 000 экз.
57. Русские народные сказки / Илл. В. Стацинского. — М.: Московские учебники и Картолитография, 2009. — 80 с. Тир. — 15 000 экз.
58. Цыферов Г. Рыжий кот: Сказка / Илл. В. Стацинский.